# Acrospeira
Acrospeira — рід грибів. Назва вперше опублікована 1861 року.

## Класифікація
До роду Acrospeira відносять 8 видів:
- Acrospeira asperospora
- Acrospeira balladynae
- Acrospeira fluctuata
- Acrospeira levis
- Acrospeira macrosporoidea
- Acrospeira mirabilis
- Acrospeira pseudarthriae
- Acrospeira xylogena